# Ginette Lavigne
Pour les articles homonymes, voir Lavigne.
Ginette Lavigne est une réalisatrice de films documentaires et monteuse française.

## Biographie
Ginette Lavigne a souvent travaillé avec Jean-Louis Comolli, soit comme coréalisatrice, soit comme monteuse. Elle lui a consacré en 2013 son long métrage Jean-Louis Comolli, filmer pour voir !.
Son documentaire sur la Révolution des Œillets au Portugal, La nuit du coup d’État - Lisbonne, avril 1974, a obtenu en 2001 le prix de la critique au Festival international de cinéma de Marseille.

## Filmographie

### Monteuse
- 1997 : Nos deux Marseillaises de Jean-Louis Comolli
- 2003 : Rêves de France à Marseille de Jean-Louis Comolli
- 2011 : À voir absolument (si possible) 1963-1973 : dix années aux Cahiers du cinéma de Jean-Louis Comolli
- 2012 : Chemins d'enfance de Jean-Louis Comolli
- 2013 : Square métropole d'Estelle Fredet
- 2014 : Cinéma documentaire : fragments d'une histoire de Jean-Louis Comolli
- 2014 : Le Guilcher Jean François de Georges Ulmann
- 2015 : Pierre Léon cinéaste de Georges Ulmann
- 2015 : Richard Dindo : pages choisies de Jean-Louis Comolli
- 2019 : Nicolas Philibert, hasard et nécessité de Jean-Louis Comolli
- 2020 : Amos Gitaï, la violence et l'Histoire de Laurent Roth

### Réalisatrice
- 1998 : O Caso República
- 2000 : Durruti, portrait d'un anarchiste (coréalisatrice)
- 2004 : Duas Histórias de Prisão[2]
- 2010 : La Belle Journée
- 2013 : Jean-Louis Comolli, filmer pour voir !
- 2014 : Après la nuit
- 2018 : Les Fantômes de Mai 68 (coréalisatrice)